# 動物がお医者さん!?
『動物がお医者さん!?』（どうぶつがおいしゃさん!?）は、富士昴による日本の漫画作品。『週刊少年サンデー超』及び『週刊少年サンデーS』（小学館）において2011年4月号から2012年11月号まで連載。また、同社のウェブコミック配信サイト『クラブサンデー』においても2012年5月号分まで同時掲載されていた。単行本は全4巻。

## あらすじ
交通事故で肉親を失い心に傷を負った船導渚は、叔父と共にイルカを救ったことがきっかけでその傷を克服する。成長した渚は、沖縄へ渡り自分のアニマルセラピーチームを作っていく。

## 登場人物
船導 渚（せんどう なぎさ）
主人公。神奈川県葉山町出身。O大学心理学部臨床心理学専攻。アニマルセラピー研究室所属。母親の影響で占いが趣味。前髪を縛っている。
12歳の時、居眠り運転のトラックと衝突し、父・陸太と母・静海、そして生まれてくるはずだった妹を失い、急性ストレス障害になる。その際、ストレスを抱えた人や動物からシグナルのような”音”が聞こえるようになった。その治療として叔父の風太に沖縄に連れて行かれ、漁網にかかった出産寸前のイルカを助けたことで心の傷が癒えた。そして、”音”が聞こえるという力を活かして人を救う道を選んだ。
20歳になり、風太の誘いで神奈川の大学の心理学部から沖縄のO大学に編入した。今年のラッキーアイテムが「アロハ」なので、アロハのことになると目の色が変わる。行くところがないため、O大学環境研究所で寝泊まりしている。
船導 風太（せんどう ふうた）
渚の叔父で陸太の弟。優秀なセラピストで、精神科医でもある。O大学心理学部アニマルセラピー研究室の教授。
「どこにもないから面白い」という理由で心理学部にアニマルセラピー研究室を作った。度々音信不通になる。ガラパゴスへ行ったまま、潮流の関係で帰って来られなくなっている。
織島 更紗 （おりしま さらさ）
動物行動学者。O大学環境研究所所長でO大学名誉教授。少女のような外見だが、風太よりも年上。一人称は「ボク」。
第1話では風太とは「船導クン」「織島さん」と呼び合っていたが、第2話以降は「風太クン」「更紗さん」と呼び合っている。最近物忘れが激しくなっている。
織島 星乃（おりしま ほしの）
更紗の娘（養子）。ドッグトレーナー。琉球空手初段。19歳。好物は豚足。方言で話す。かなりの健脚。
風太の研究に協力することになっていた。かつて一人ぼっちだったところを更紗とリュウに救われた。渚を頼りないと思っていたが、意外といろいろ考えていると見直す。渚の作ろうとしているアニマルセラピーチームに入ろうかと考えているが、そのことについて触れるたびに渚にはぐらかされている。
小石川 多浪（こいしかわ たろう）
O大学心理学部臨床心理学専攻。3年。22歳（2浪しているため、「多浪の”浪”が浪人の浪』と言われると少々傷つく）。
発達心理・犯罪心理・社会心理のすべてに断られたためアニマルセラピー研究室に流れてきた。要領が悪く、誰に対してもとにかく土下座で謝る。アニマルセラピー研究室で自分の居場所を見つけようとしている。
更紗からは当初「コシガワクン」と呼ばれていたが、後に「小石川君」と呼ばれる。
入江（いりえ）
星乃の先輩のドッグトレーナー。犬のしつけ教室を経営している。
リュウ
琉球犬。星乃の飼い犬。5歳。一人称は「俺」。アニマルセラピーに協力している。
ハナ
アニマルセラピーに協力している犬。生まれつき声が出ず、捨てられてしまったという過去を持つ。
フー
誰にでもなついて、すぐ保健所に連れて行かれては大学の人が連れ帰る、ということを繰り返していた犬。名前の由来は「馬鹿（ふらー）」。「こんちにはー」という。
「アニマルセラピーに適した動物を見つける」という課題で渚が見つけた。その後、研究所の横に小屋を作りO大学で飼うことになった。

## 書誌情報
- 富士昴『動物がお医者さん!?』小学館〈少年サンデーコミックス〉、全4巻

1. 2011年8月18日、ISBN 978-4-09-123227-4 - 第1 - 4話収録
2. 2012年1月18日、ISBN 978-4-09-123443-8
3. 2012年6月18日、ISBN 978-4-09-123707-1
4. 2012年12月18日 ISBN 978-4-09-124039-2